# 元英进
元英进（1963年10月—），男，汉族，中国生物化工专家，天津大学副校长、教授、博士生导师，中国科学院院士。